# Distanzreiten

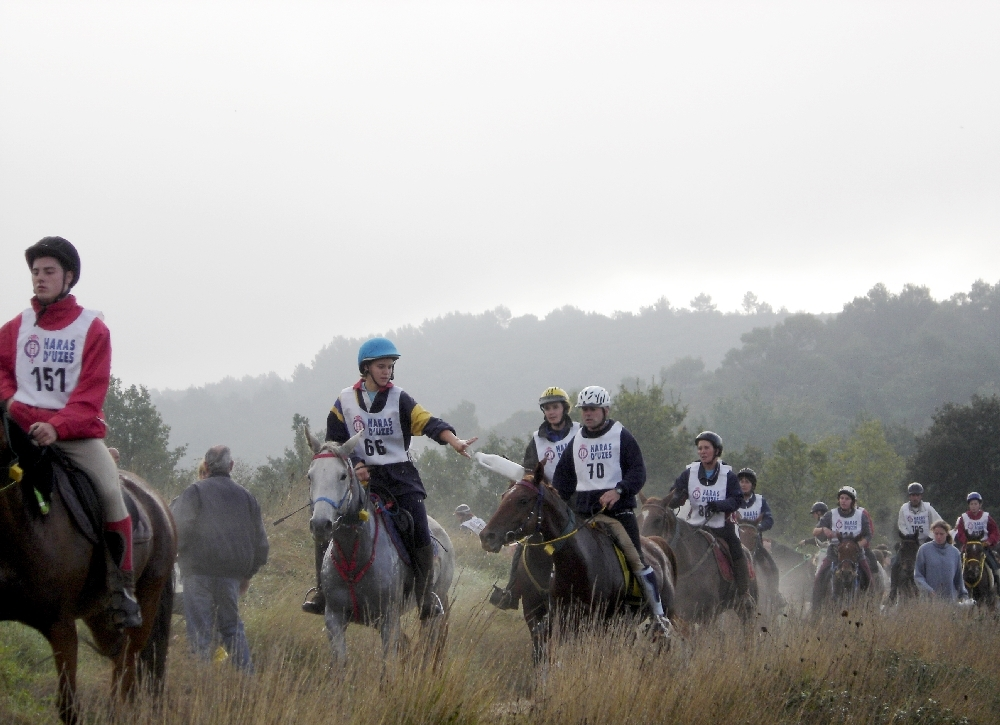
Distanzwettbewerb in Uzès, Frankreich 2005

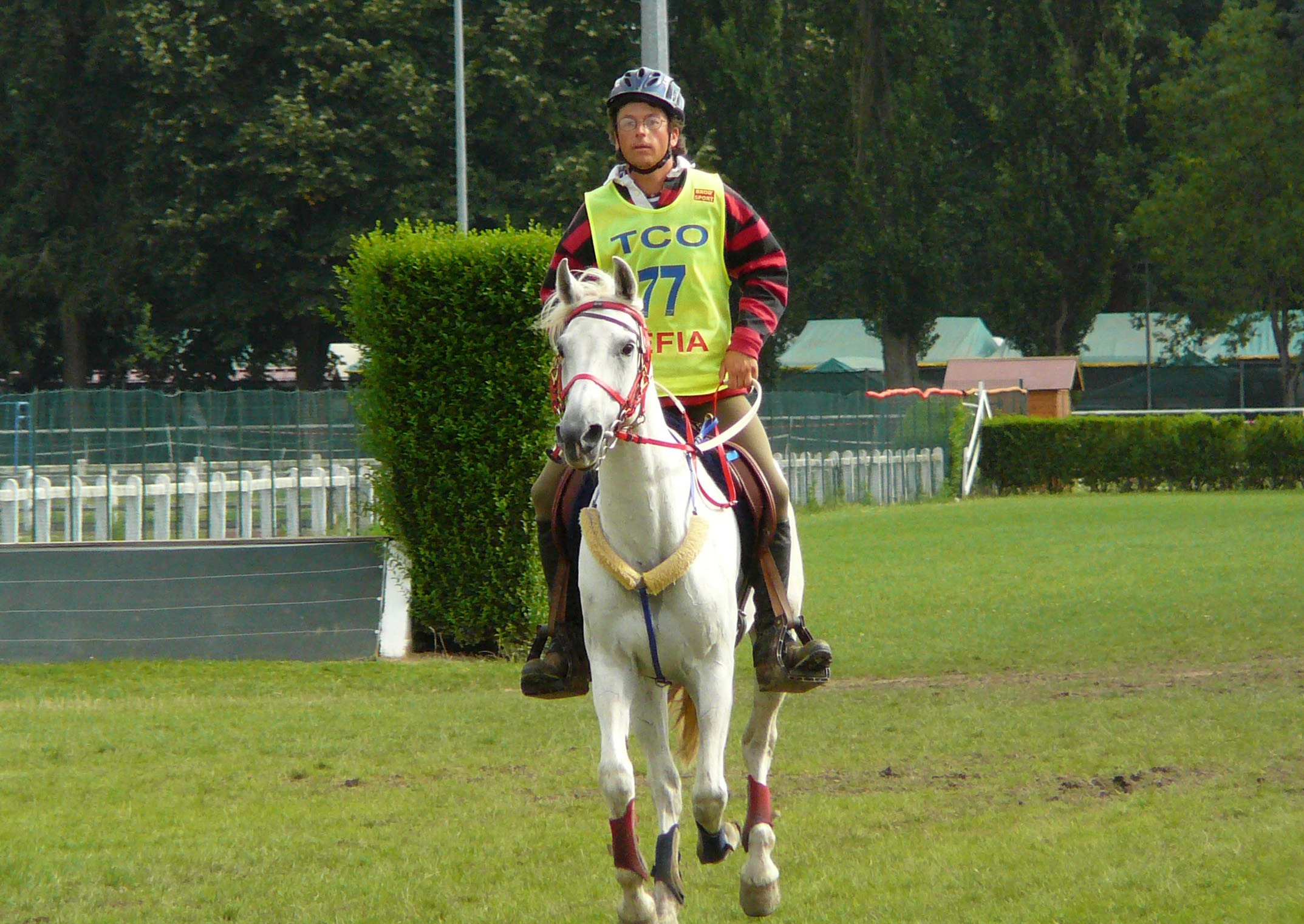
Shagya-Araber bei einem Distanzritt. Das Gelände und die Bedingungen ist bei Distanzritten sehr unterschiedlich, Zeiten sind daher nur bedingt vergleichbar.

Distanzreiten (engl. endurance riding) ist ein Pferdesport, in dem es darum geht, eine große Entfernung zu Pferd so schnell wie möglich zu überwinden.
Eintages-Distanzritte werden auf Strecken ab 25 bis ca. 160 Kilometer ausgetragen. Daneben gibt es noch (seltener) Mehrtageswettbewerbe wie die Ritte Wien-Budapest und der Trabweg West, der vom Elsass an die Nordsee führte.

## Ausführliche Definition

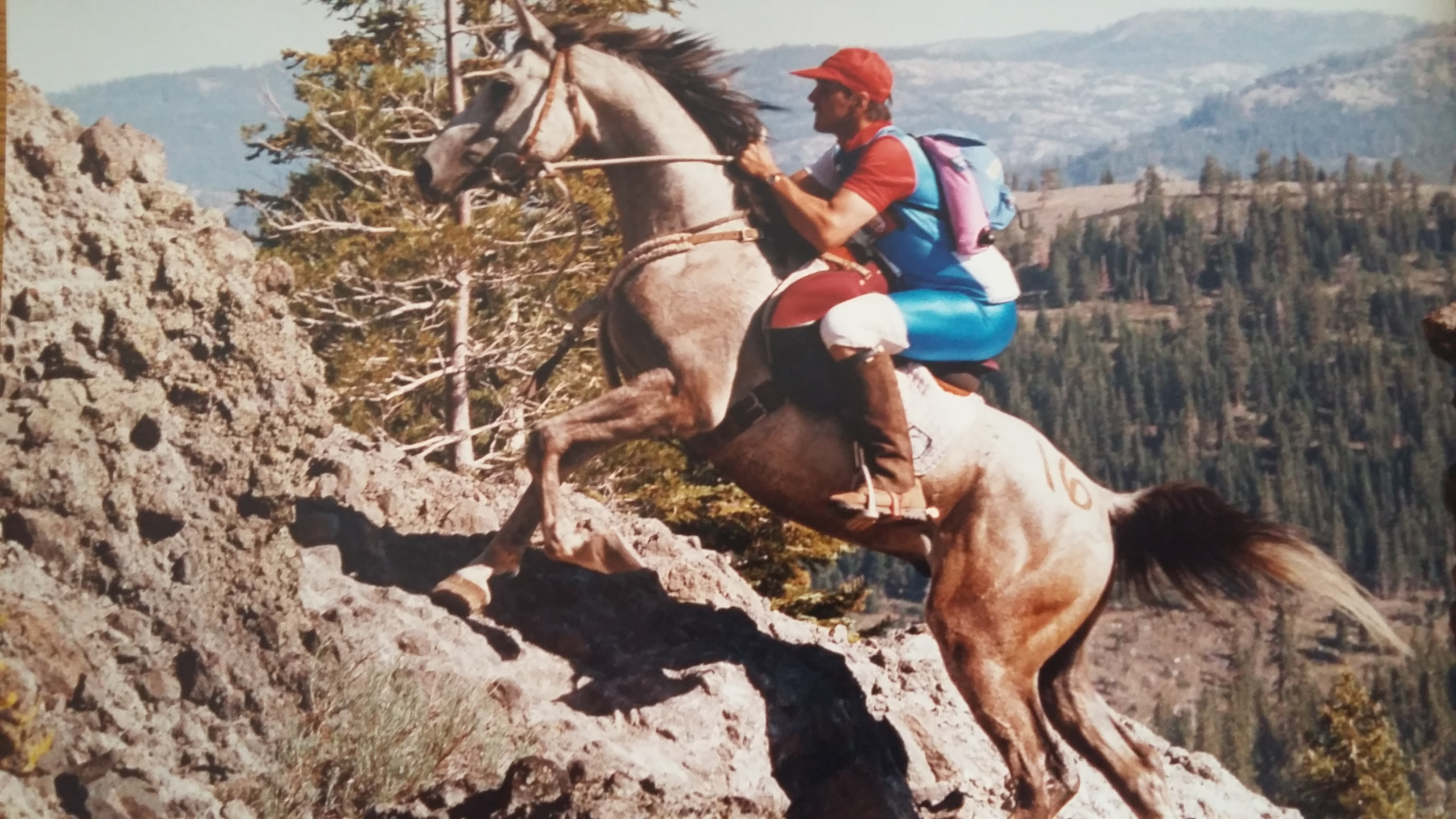
Bergpassage, Tevis Cup, USA 1991

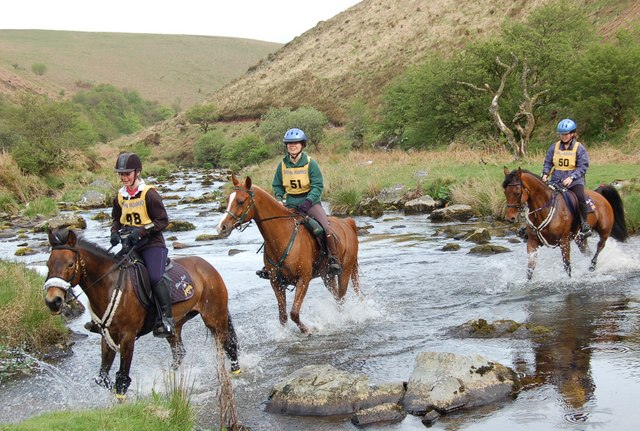
Flussdurchquerung, England 2006

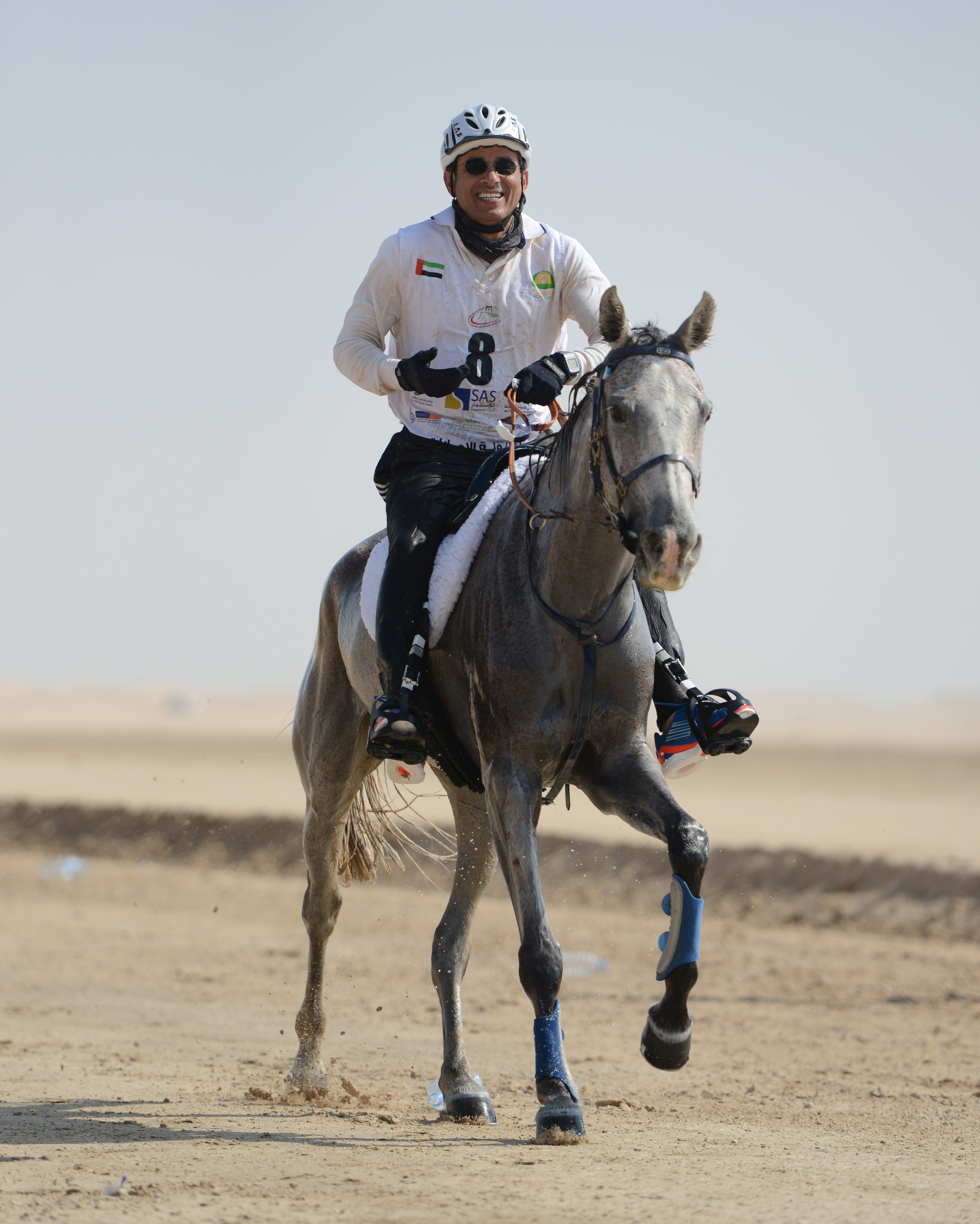
Im Nahen Osten gleichen Distanzritte oft Langstreckenrennen in der Wüste, Vereinigte Arabische Emirate 2013

Distanzreiten wird vom Breitensport bis zum Hochleistungssport betrieben. Das Pferd muss auf unterschiedlichem Gelände viele Kilometer zurücklegen und trotzdem frisch und gesund ins Ziel kommen. Besonders in der arabischen Welt ist dieser Sport populär. Araber sind Pferde, deren traditionelle Zucht sie für Distanzritte empfiehlt.
Ziel eines Distanzrittes ist es, ein Pferd in einer vorgegebenen Geschwindigkeit über eine vorgegebene Strecke zu reiten. Diese ist meist markiert, es gibt aber auch unmarkierte Kartenritte, auf denen der Reiter die Strecke anhand der Karte selbst finden muss. Bei langen Ritten starten die Teilnehmer meistens gleichzeitig (Massenstart). Das vorgeschriebene Mindesttempo darf nicht unterschritten werden. Sieger ist das Pferd, das zuerst durchs Ziel geht und die nachfolgende tierärztliche Untersuchung ohne Beanstandungen übersteht.
Der Reiter muss Tempo und Reitweise darauf einstellen, wie gut sein Pferd geht und wie es mit den Bodenverhältnissen zurechtkommt. Kondition und Gesundheitszustand des Pferdes werden vor dem Start und nach dem Zieleinlauf von Tierärzten überprüft, bei längeren Ritten auch in einer oder mehreren bis zu 50 Minuten langen Pausen. Pferde, die vom Tierarzt für reituntauglich erklärt werden, müssen ausscheiden. So wird versucht sicherzustellen, dass weniger Pferde bleibende Schäden davontragen oder sterben.
Das als Hochleistungssport betriebene Distanzreiten erfordert entsprechende Vorbereitung, damit die körperliche Fitness von Pferd und Reiter den Anforderungen genügen. Dazu gehören eine auf das Pferd und die geforderte Leistung abgestimmte Fütterung, Training im offenen Gelände und viel Weidegang, um Immunsystem und Muskulatur zu stärken.
Das Ziel vieler Distanzreiter ist die Teilnahme an einem Hundertmeiler (100 Meilen = 160 km Streckenlänge). Je nach Trainingszustand eines Paares gibt es Distanzritte in unterschiedlichen Längen. Es kann viele Jahre dauern, bis man „160 km“ reiten kann.

## Die Anfänge
Das Distanzreiten ist vermutlich eine der ältesten Reitsportarten. Für lange Distanzen sind temperamentvolle Pferde besonders geeignet. Frühe Kulturen machten ihre Soldaten beritten und ließen sie Tausende von Kilometern zurücklegen, wobei sie Unwetter, Hunger und Erschöpfung ertragen mussten.
Die erste Trainingsanleitung der Geschichte stammt vom Mittanier Kikkuli aus dem 15. Jahrhundert v. Chr. Sein Pferdetext ist ein taggenaues Programm zur Fütterung, Pflege, Haltung und Training von Kriegs(wagen)pferden, um sie in die Lage zu versetzen zum Abschluss des Programms eine Strecke von rund 1.000 km in 7 Nächten zurückzulegen.
Die Perser entwickelten das erste regelrechte Kommunikationssystem – ebenfalls mit Hilfe des Pferdes. Poststationen wurden in Abständen von einem Tagesritt eingerichtet, so dass eine Strecke von 2.400 Kilometern durch regelmäßigen Pferdewechsel in 7 bis 14 Tagen abgeritten werden konnte. 1.800 Jahre später führte Dschingis Khan, dessen Reiter etwa 240 Kilometer am Tag zurücklegten, ein ähnliches System ein.

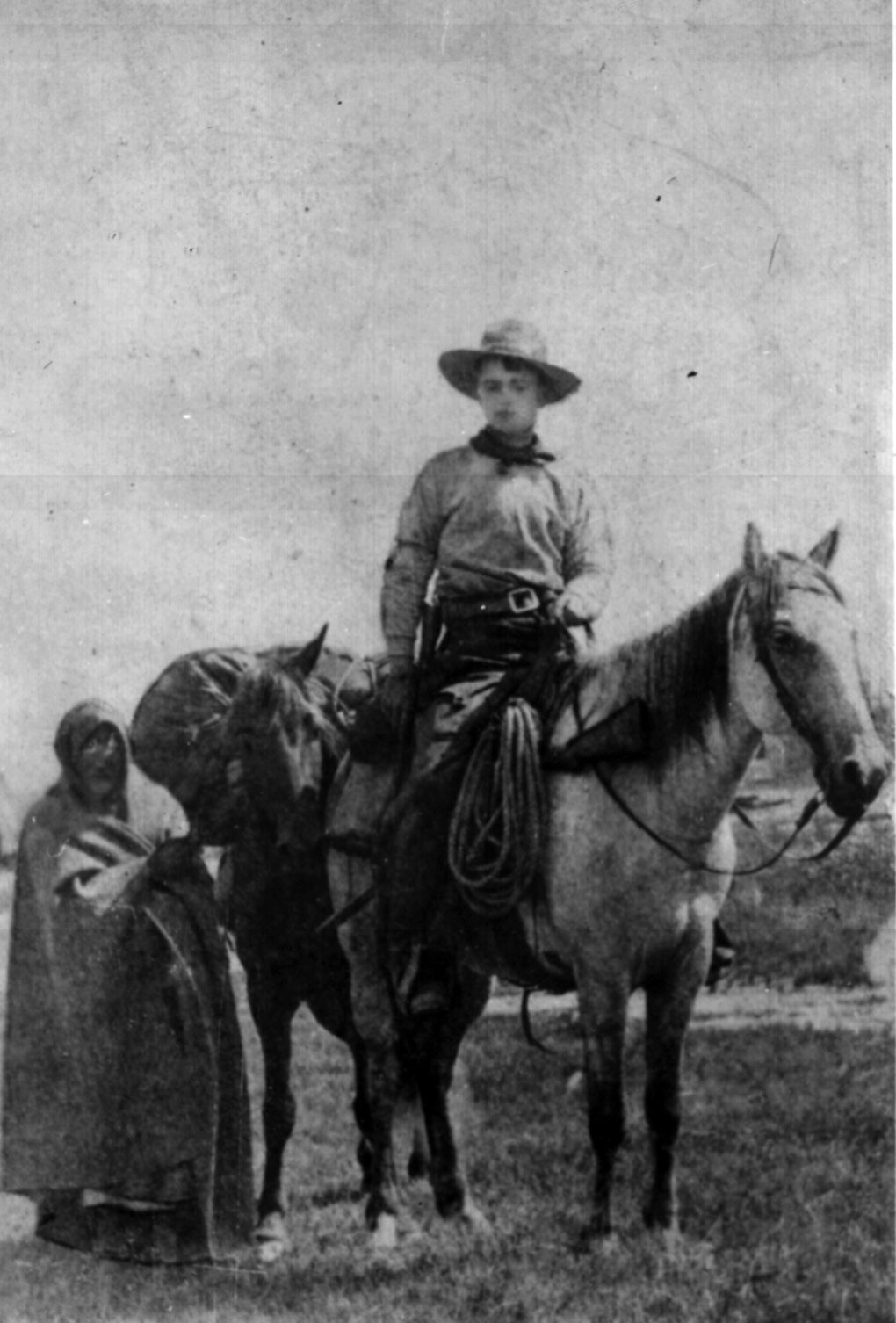
Ein Reiter des Pony Express, 1861.

Der legendäre Pony-Express wurde 1860 eröffnet: Eine Reihe von Reitern beförderte Post zwischen Missouri und San Francisco, zum Teil durch Gebiete, in denen feindselige Indianer lebten – auf einer Gesamtstrecke von 3.145 Kilometern durch Missouri, Kansas, Nebraska, Colorado, Wyoming, Utah und Nevada nach Sacramento in Kalifornien. Zu seiner Blütezeit hatte der Pony-Express 100 Reiter, 190 Relaisstationen, 400 Angestellte entlang der Strecke und setzte im Laufe von nur zehn Tagen 400 Pferde ein. Der schnellste Ritt ging über eine Strecke von 193 km in 8 Stunden und 10 Minuten. Wegen der großen Verluste bestand der Pony-Express nur zwei Jahre.
Zu einem eigenständigen Sport wurde das Distanzreiten vermutlich zum Ende des 19. Jahrhunderts in Europa. Es wurden, forciert durch das Militär, einige harte Rennen geritten, zum Teil mit fatalen Folgen, denn viele Pferde starben an Erschöpfung. Das längste Rennen der Art war der Distanzritt Wien-Berlin (Berlin-Wien) 1892, ca. 572 km, an dem Soldaten der Deutschen und der Österreichisch-Ungarischen Armee teilnahmen. Das Rennen wurde mit einer Zeit von 71 Stunden und 27 Minuten gewonnen; der Sieger war bis auf kurze Rasten von insgesamt ca. 11 Stunden ununterbrochen unterwegs. Bis zum Ende der darauf folgenden Woche waren 25 Pferde aus dem Teilnehmerfeld, darunter auch das des Siegers, verendet. Distanzreiten geriet als Sportart dadurch in Verruf, auch zeigte das Militär kein Interesse mehr daran, weil mit Eisenbahn, Automobil und Fahrrad schnellere Transportmittel zur Verfügung standen.
Wesentlich zum Comeback des Distanzreitens beigetragen hat der erste in der Nachkriegszeit, seit 1955 in fast ununterbrochener Folge bis in die Gegenwart ausgerichtete moderne, mit Tierarztkontrollen ausgestattete Distanzritt Western States Trail Ride 100 Miles One Day (genannt  Tevis-Cup) von Robie Park beim Lake Tahoe durch die Sierra Nevada nach Auburn in Kalifornien. In Deutschland fanden die ersten Distanzritte in der Nachkriegszeit 1969 in Ankum statt, veranstaltet durch den Equitana-Gründer Wolf Kröber. Bei diesen ersten Ritten (50 km) gab es aber wiederum tote Pferde. Der erste deutsche Hundertmeiler war der durch den Feuerkreis veranstaltete Ritt Hamburg–Hannover (seit 1974). Feuerkreis und Fachgruppe Distanzreiten BRD (Vorläufer des Verein Deutscher Distanzreiter (VDD)) gaben sich erste Regelwerke, in deren Mittelpunkt der Schutz der Pferde standen.

## Distanzen
In Deutschland werden Distanzwettbewerbe nach der Länge der zu reitenden Strecke in Einführungsritte (ER), Kurze Distanzritte (KDR), Mittlere Distanzritte (MDR) und Lange Distanzritte (LDR) klassifiziert. Das deutsche Reglement sieht folgende Einteilung vor:
|                       | Eintageswettbewerbe | Mehrtageswettbewerbe |
| --------------------- | ------------------- | -------------------- |
| Einführungsritte      | 25–40 km            | 25–34 km             |
| Kurze Distanzritte    | 41–60 km            | 35–49 km             |
| Mittlere Distanzritte | 61–80 km            | 50–59 km             |
| Lange Distanzritte    | ab 81 km            | ab 60 km             |

In Amerika erfolgt die Klassifizierung in limited distance (22–30 Meilen, 35–48 km) als Einstieg – nicht in allen Staaten erfolgt eine Platzierung, damit der Trainingscharakter für Pferd und Reiter gewährleistet ist – und endurance (50 und 100 Meilen, 80 bzw. 160 km, zuweilen auch 75 Meilen).
In der Schweiz gibt es eine Einsteiger Klasse namens Endurance Light (EL) und Endurance-Ritte mit vorgeschriebener Geschwindigkeit (EVG) in vier Klassen. Die Platzierung erfolgt nach Zeit und Herzfrequenz des Pferdes bei der tierärztlichen Endkontrolle nach dem Ritt. Bei Concours d'endurance national (CEN) Wettbewerben gewinnt jeweils das schnellste Pferd in der Wertung.
Pferde und Reiter müssen mit der einfachsten Konkurrenz beginnen (EVG 1) und sich nach und nach für die schwierigeren Wettbewerbe qualifizieren. Nach jeder Etappe erfolgt eine Verfassungskontrolle. Außerdem werden die Pferde getränkt und zur Kühlung mit kaltem Wasser abgewaschen.
|        | Länge      | Etappen                   | Geschwindigkeit |
| ------ | ---------- | ------------------------- | --------------- |
| EL     | 15–25 km   | 1 Etappe                  | 7–12 km/h       |
| EVG 1  | 25–39 km   | 1 Etappe                  | 8–13 km/h       |
| EVG 2  | 40–59 km   | 2 Etappen                 | 10–15 km/h      |
| EVG 3  | 60–79 km   | mehrere Etappen           | 10–15 km/h      |
| EVG 4  | 80–90 km   | mehrere Etappen           | 10–15 km/h      |
| CEN*   | 80–119 km  |                           | min. 12 km/h    |
| CEN**  | 120–139 km | od. 2 × 80 km in 2 Tagen  | min. 12 km/h    |
| CEN*** | 140–160 km | od. 2 × 100 km in 2 Tagen | min. 12 km/h    |

In verschiedenen anderen Ländern werden Qualifikationen verlangt, um auf längeren Ritten oder Fahrten starten zu dürfen, in Deutschland ist dies nicht so.

## Tempo und Zeit
Der Reiter versucht eine optimale Durchschnittsgeschwindigkeit zu erzielen. Nach Erhalt der Startunterlagen informiert er sich anhand der angefügten Karte über das zu erwartende Gelände: Berge, Straßen und steinige Wege lassen beispielsweise kein schnelles Reiten zu, hingegen kann auf offenem Gelände und guten Wegen ein hohes Tempo anvisiert werden. Auf Basis der Informationen über die Strecke berechnet der Reiter die erreichbare Geschwindigkeit.
Den Reitinformationen kann man entnehmen, wie viele Kontrollpunkte der Betreuer anfahren kann, um das Pferd und den Reiter zu verpflegen und zu kühlen. Auch dieser Ablauf muss zeitlich abgestimmt sein. Reiter und Betreuer arbeiten idealerweise mit aufeinander abgestimmten Stoppuhren.
Lange Distanzwettbewerbe werden in Deutschland grundsätzlich nach Zeit gewertet, d. h. es gewinnt der Reiter, der die kürzeste Zeit benötigt, um ins Ziel zu gelangen. Auch bei Kurzen und Mittleren Distanzen ist eine Zeitwertung möglich. Alle Distanzwettbewerbe, die ausschließlich nach Zeit gewertet werden, können auch als „Distanzrennen“ bezeichnet werden.
In der Ausschreibung muss nach deutschem Reglement für jeden Wettbewerb eine Höchstzeit festgelegt werden, die nicht überschritten werden darf. Diese orientiert sich bei Mittleren und Langen Distanzwettbewerben an der zu erwartenden Bestzeit, die verdoppelt wird. Dabei wird Tempo 7 bis 9 als zu erwartender Wert betrachtet. Bei Einführungsritten und Kurzen Distanzwettbewerben wird die Höchstzeit, je nach Geländebeschaffenheit, bei Tempo 8 bis 12 angesetzt. Die Tempoangaben T1 bis T12 geben Auskunft über die Minuten, die pro zurückzulegendem Kilometer benötigt werden: T1 bedeutet etwa eine Minute, T12 steht für ca. 12 Minuten pro Kilometer.
Auch in den USA ist die Zeit für Distanzritte begrenzt. Die erlaubte Höchstzeit für Limited Distance liegt bei 6 Stunden, bei Endurance-Wettbewerben dürfen 12 Stunden für 80 km und 24 Stunden für 160 km nicht überschritten werden. Die schnellsten Ritte für 160 km liegen je nach den Bedingungen meist bei 8–10 Stunden.

## Gangarten
Die vorherrschende Gangart ist ein schneller Trab, der zuweilen vom Galopp oder Schritt für ein paar Minuten unterbrochen wird. Die durchschnittliche Geschwindigkeit darf des Zeitlimits wegen einen langsamen Jog nicht unterschreiten, 15–20 km/h im Trab sind aber durchaus üblich, oft bergauf und bergab gleichermaßen.
Der Bewegungsablauf eines Pferdes, das auf lange Distanzen eingesetzt werden soll, ist von herausragender Bedeutung und weitgehend vom Körperbau des Pferdes abhängig. Der Idealfall ist ein Pferd, das lange, bodendeckende Schritte macht und sich dabei gelöst und mühelos bewegt. Die Gliedmaßen sollen auf gerader Linie nach vorn gebracht und jedes Gelenk vollständig abgebeugt werden – von hinten muss in der Bewegung die Unterseite jedes einzelnen Hufs zu sehen sein. Den Bewegungsablauf kann man am besten beurteilen, wenn man sich das im Schritt oder Trab geführte Pferd von vorn oder auch hinten ansieht. Das ist bei der ärztlichen Untersuchung, vor dem Start, teils während des Rennens und nach Beendigung des Distanzrittes möglich.

## Verfassungskontrollen

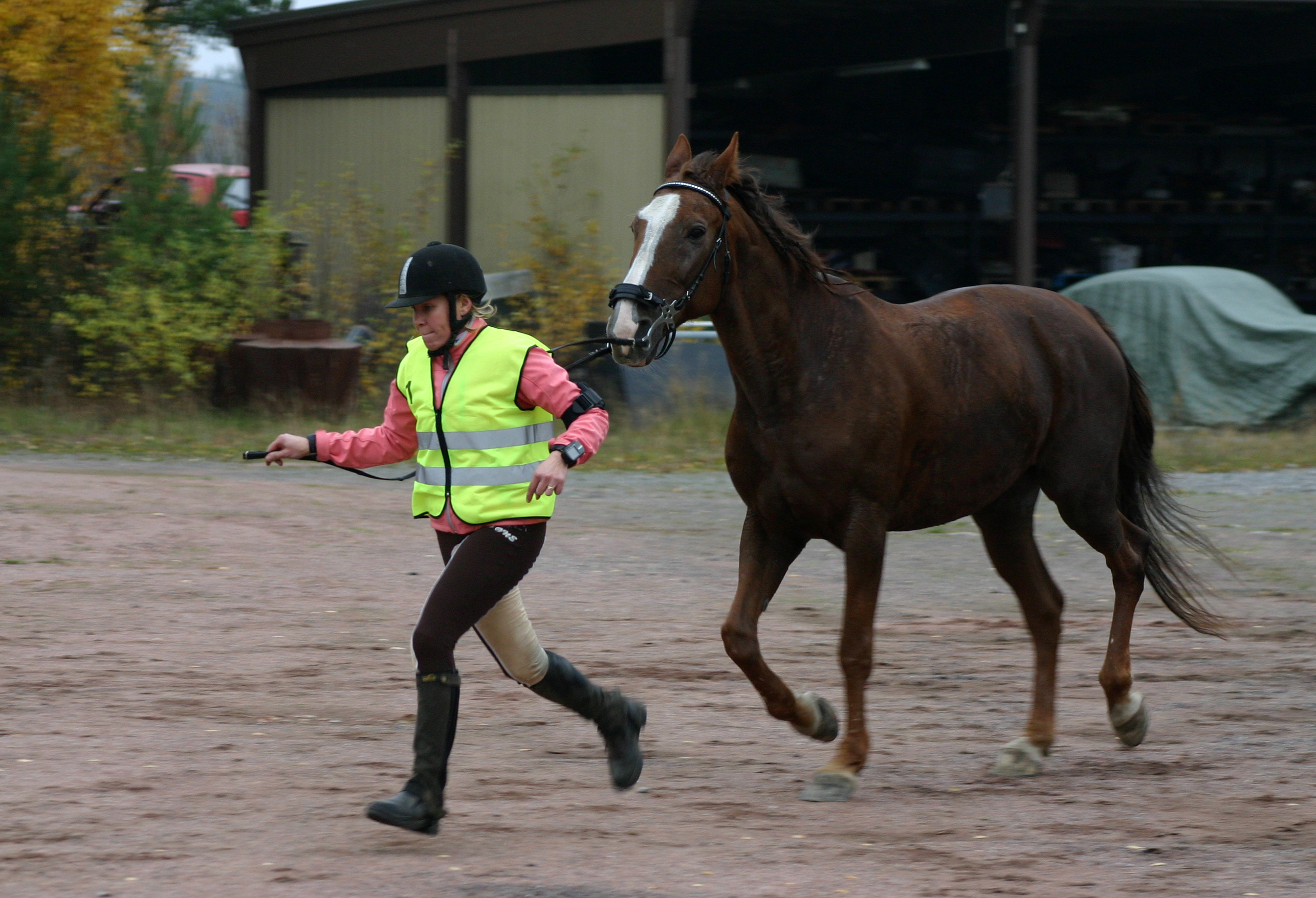
Vortraben bei einer Verfassungskontrolle

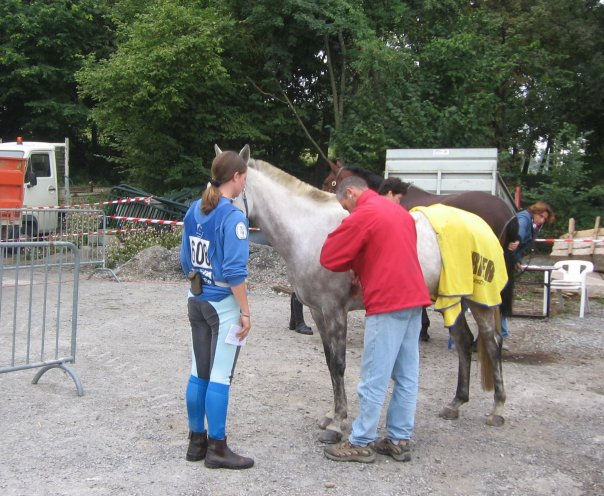
Pulsmessung durch den Tierarzt

Durch die Verfassungskontrollen soll eine Überforderung der Pferde vermieden werden. Diese finden vor und nach dem Ritt sowie über die Strecke verteilt statt. Ein Pferd gilt als starttauglich, wenn es nach Meinung des Tierarztes die vor ihm liegende Strecke, mindestens aber 20 km zurücklegen kann, ohne Schäden zu erleiden oder Schmerzen zu ertragen. Das gilt auch für die Nachuntersuchung.
Bei der Voruntersuchung wird das Pferd ohne Sattel und Bandagen vorgeführt und vollständig von einem Tierarzt untersucht. Insbesondere werden Rücken, Hufe, Gangwerk, Herz und Atmung sowie Kreislauf und metabolischer Zustand überprüft. Die Untersuchung des Gangwerks beinhaltet das Vortraben auf möglichst festem und ebenem Untergrund.
Die Verfassungskontrollen auf der Strecke umfassen in erster Linie das Gangwerk (inklusive Vortraben), den Stoffwechsel, Kreislauf und Puls des Pferdes. 20 Minuten nach Ankunft in einer Tierarztkontrolle oder im Ziel darf die Pulsfrequenz 64 Schläge pro Minute nicht überschreiten, da dieser Wert international als Grenzwert für Überforderung gilt. Die meisten Pausen sind bei heutigen Distanzwettbewerben als VetGates organisiert, d. h. die Pause beginnt erst bei Vorstellung des Pferdes mit Puls 64 oder darunter. Im Falle erkennbarer Überforderung oder Verletzung wird das Pferd vom Wettbewerb ausgeschlossen. Für den Abtransport eines ausgeschiedenen Tieres wird eine tierärztliche Transportfreigabe benötigt. Die Mindestzahl an Verfassungskontrollen auf der Strecke beträgt nach deutschem Reglement bei Einführungsritten und Kurzen Distanzritten eine, bei mittleren Distanzritten zwei und bei langen Distanzritten (bis zu 120 km bzw. darüber hinaus) drei bzw. vier Kontrollen.
Bei der Zielkontrolle werden Puls, Kreislauf und Stoffwechsel des Pferdes überprüft. Die umfassende Nachuntersuchung erfolgt bei Wettbewerben bis 80 km frühestens zwei Stunden nach Zielankunft und analog zur Voruntersuchung. Sie ist gleichzeitig Transportfreigabe. Bei Langen Distanzritten findet eine frühe Nachuntersuchung (innerhalb 30 Minuten nach Zielankunft) oder eine späte Nachuntersuchung (am Folgetag) statt. Die Transportfreigabe erfolgt bei früher Nachuntersuchung am Folgetag und bei später Nachuntersuchung im Rahmen der Nachuntersuchung.
Außerdem werden die Pferde getränkt und zur Kühlung mit kaltem Wasser abgewaschen.

## Anspruch an den Reiter
Bei Einführungswettbewerben gibt es keine Teilnahmebeschränkungen für den Reiter. Um an einem Kurzen, Mittleren oder Langen Distanzwettbewerb teilnehmen zu können, müssen Reiter unter 14 Jahren mindestens einen Einführungsritt in der Wertung beendet haben oder sich im Besitz des Deutschen Reitpasses der FN bzw. einer vergleichbaren Qualifikation anderer Reitverbände befinden.
Insbesondere Langstreckenrennen stellen hohe Ansprüche an die körperliche Fitness und Ausdauer des Reiters. Dieser sollte – auch nach vielen Stunden im Sattel – einen ausbalancierten Sitz, eine harmonische Bewegung und eine gelöste Haltung bewahren. Ferner sollte er in der Lage sein, längere Strecken neben seinem Pferd herzulaufen, was sich insbesondere bei langen Bergabstrecken anbietet, um so sein Pferd zu entlasten. Ein Distanzreiter muss das optimale Tempo seines Pferdes einschätzen, das Tempo der Beschaffenheit des Geländes anpassen und die im Wettkampf vorgeschriebenen Zeiten einhalten können. Er muss die optimale Geschwindigkeit seines Pferdes trotz der Hitze des Rennens einhalten können und gleichzeitig korrekt beurteilen, ob sein Pferd den Anstrengungen gewachsen ist. Nicht zuletzt braucht er auch in heiklen Situationen und bei schwierigen Entscheidungen einen klaren Kopf und den Willen durchzuhalten, auch wenn nicht alles nach Plan verläuft.

## Anspruch an die Pferde

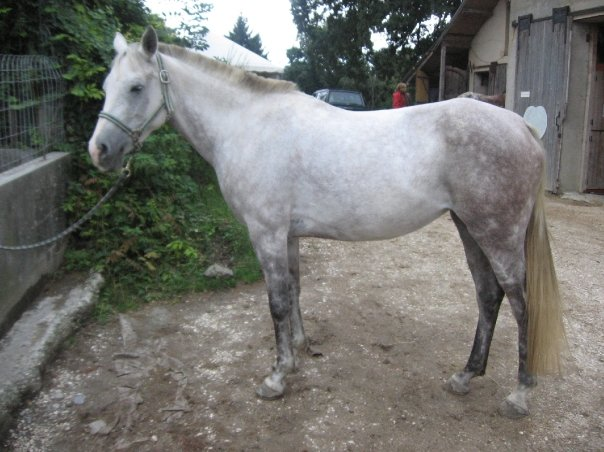
Diese arabische Stute ist ein typisches Distanzpferd.

Generell steht das Distanzreiten allen Pferdetypen offen, doch gibt es eine Reihe von Merkmalen, die vorteilhaft bzw. durch entsprechendes Training erstrebenswert sind.
Besonders für Ritte in schwierigem oder unebenem Gelände muss ein Pferd einen korrekten Körperbau aufweisen, damit es sich frei bewegen kann und dabei nicht übermäßig ermüdet oder Gefahr läuft sich zu verletzen. Ein Pferd mit geraden, gut proportionierten Beinen und ausgeprägten Gelenken ist besser ausbalanciert und weniger anfällig für Verstauchungen oder Zerrungen. Hingegen sind Pferde, die stark zum Streichen neigen, für Distanzritte ungeeignet. Gelegentliches Streichen kann durch den entsprechenden Beschlag korrigiert werden und gibt sich unter Umständen sogar von selbst, wenn das Pferd im Laufe des Trainings mehr Muskeln aufbaut.
Das Fell sollte nicht zu dicht und die Aderung deutlich erkennbar sein – oft ein Ergebnis entsprechenden Trainings –, damit die innere Hitze gut an die Umgebung abgegeben werden kann. Aus demselben Grund ist ein schlank und hoch gebautes (messerförmiges) Pferd auch einem solchen mit einer runden (fassförmigen) Körperform vorzuziehen.
Ein hoher Widerrist ist im Bezug auf die Bemuskelung wünschenswert, während die Nüstern und die folgende Nasenpartie möglichst groß sein sollten, um die Atmung zu erleichtern. Ein extremer Araberkopf mit stark konkavem Profil (Hechtkopf), wie er in Show-Araber Zuchtlinien vorkommt, ist nachteilig. Eine lange, schlanke Bemuskelung, insbesondere der Hinterhand, ist für eine gute Ausdauer erstrebenswert. Araber und Stuten sind generell im Vorteil. Beispielsweise ist die Muskeltypzusammensetzung einer Traberstute gleichwertig mit der eines Araberhengstes, aber besser als die eines Traberhengstes. Beduinen nutzten daher für ihre Kriegszüge früher ausschließlich Stuten.
Laut VDD-Reglement (Verein Deutscher Distanzreiter) muss ein Pferd, das über lange Distanzen (ab 81 km Länge) geritten werden soll, mindestens sieben Jahre alt sein. Das Mindestalter für Kurze und Mittlere Distanzwettbewerbe liegt bei sechs und für Einführungswettbewerbe bei fünf Jahren. Eine obere Altersgrenze ist nicht festgelegt.

## Pferderassen
Für das Überwinden langer Distanzen sind Arabische Pferde besonders gut geeignet. Seltener sind Achal-Tekkiner. In Amerika haben sich daneben auch Mustangs bewährt.
Während in Amerika und Australien bei langen Ritten fast ausschließlich Araber eingesetzt werden, starten in Deutschland auch viele „untypische“ Pferderassen bei Distanzritten. So sind z. B. viele Traber, andere Vollblüter, Warmblüter, diverse Ponyrassen auf deutscher Strecke unterwegs.

## Training
Das Training eines Distanzpferdes vom Einstieg bis hin zu einem Langstreckenrennen ist ein weiter Weg, der sich in der Regel über drei bis fünf Jahre erstreckt. Das Pferd sollte keinesfalls zu früh eingeritten werden, damit sich der Körper des Tieres erst vollständig entwickeln kann. Ein Alter von vier bis fünf Jahren gilt als angemessen.
Das Training beginnt mit langen und langsamen Ritten, bei denen vorwiegend Schritt gegangen wird, zwei bis drei Mal pro Woche zwei bis vier Stunden. Nach einigen Monaten erfolgt eine allmähliche Intensivierung mit einfließenden Trabphasen oder anspruchsvollerem Terrain, doch bleibt der Schritt zunächst Hauptgangart. Eine Teilnahme an Einführungswettbewerben kann das Training nach ein paar Monaten ergänzen. Der Winter sollte für eine längere Trainingspause genutzt werden, welche beispielsweise mit Dressur- oder Kommunikationsübungen gefüllt werden kann, allerdings sollte der Urlaubscharakter im Vordergrund stehen. Nach Wiederaufnahme des Trainings kann nun eine Steigerung des Tempos hin zu einem ausdauernden Jog erfolgen, wobei kurze und schnelle Ritte mit langen und langsamen alternieren. Etwa 40 km werden dabei als lange Runde anvisiert. Nun ist ein Start bei einem Einführungswettbewerb oder einer längeren Strecke möglich. Nach der Trainingspause wird sodann nach und nach gezielter trainiert, mit höheren Geschwindigkeiten, einfließenden Galoppphasen und anspruchsvollem Gelände, sowie Geschwindigkeitswechseln. Dabei sollten 160 km in zwei Wochen verteilt auf fünf Ritte nicht überschritten werden und das Trainingspensum etwa 10 Tage vor jedem geplanten Wettkampf auf ein Drittel heruntergefahren werden, wobei die Ritte wenigstens einen Monat auseinander liegen sollten. Daneben gibt es viel über das Pferd – seine Entwicklung, seine Schwächen und Stärken und wie was verbessert werden kann – zu lernen. Hieran gilt es auch nach der obligatorischen Pause weiter zu arbeiten.

## Ausrüstung
Ausrüstung Pferd

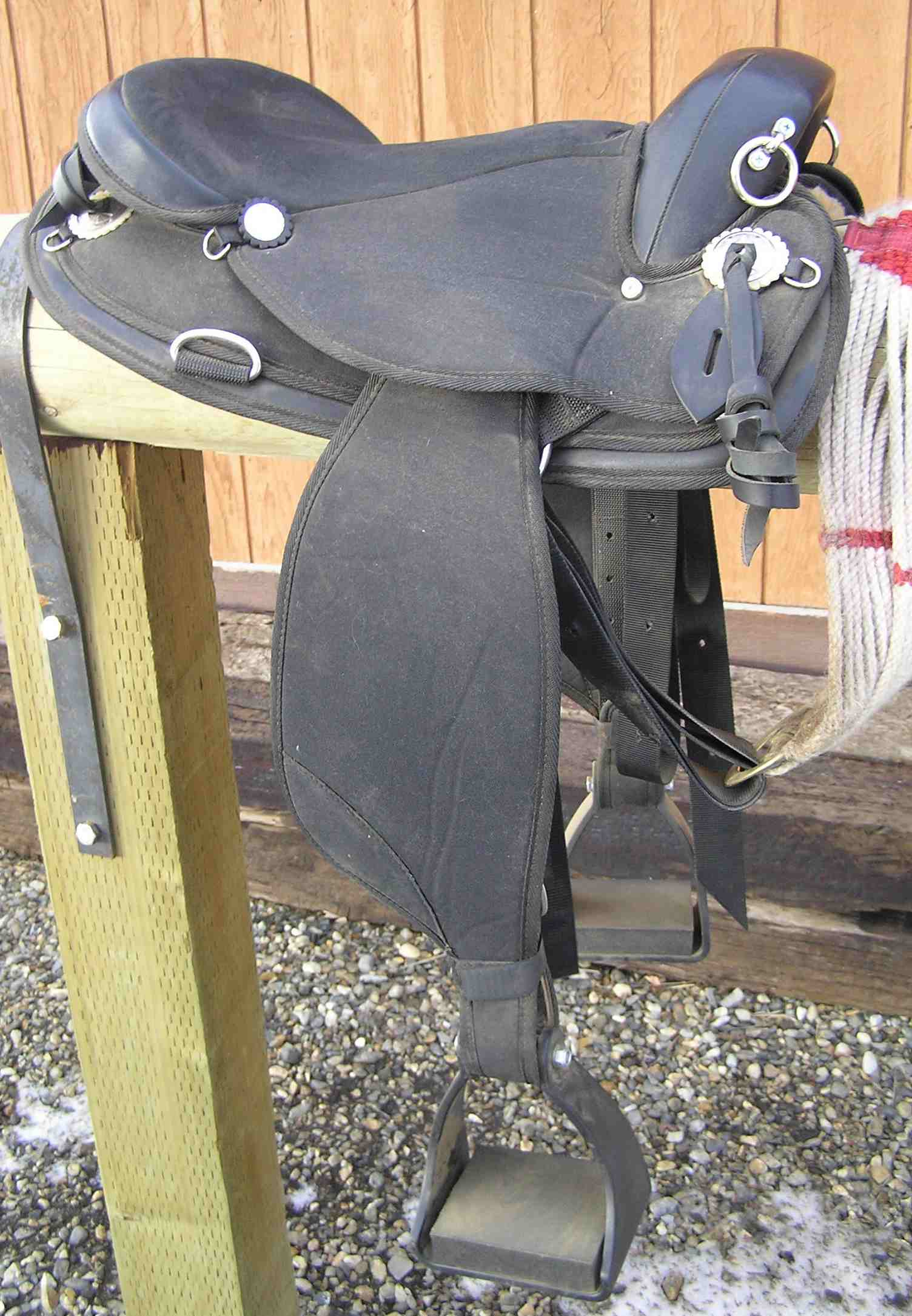
Spezieller Sattel

Gemäß Reglement ist die Ausrüstung des Pferdes freigestellt, sie hat lediglich verkehrssicher und dem Einsatzzweck angepasst zu sein (d. h. z. B. keine atembeengende Zäumung und Hilfszügel, außer Jagdmartingal).
Sowohl Sättel mit starren, als auch solche mit flexiblen Sattelbäumen sind im Gebrauch, zunehmend auch baumlose Sättel. Der wichtigste Aspekt bei der Auswahl eines Sattelgurtes ist die Vermeidung von Druck- oder Scheuerstellen. Eine Sattelunterlage dient der Polsterung. Ein Vorderzeug verhindert, dass der Sattel beim Bergaufreiten nach hinten rutscht – ein Schweifriemen verhindert ein Verrutschen nach vorn beim Bergabreiten. Gamaschen und Bandagen sind auf den Ritten erlaubt, müssen aber für die tierärztlichen Untersuchungen und auch auf Verlangen oder Order entfernt werden.
Bei kalter Witterung und Regenwetter sind Nierendecken nützlich, die hinten am Sattel befestigt und beim Reiten auf Nierenpartie und Kruppe gelegt werden können. Bei manchen Ritten ist auch die Mitnahme einer Pferdedecke am Pferd zwingend vorgeschrieben. Das Wechseln von Decken, Gurten oder Sätteln kann auf Ritten über 80 km sinnvoll sein.
Ausrüstung Reiter
Es existiert eine Helmpflicht für alle Reiter auf internationalen Ritten gemäß FEI-Richtlinien und seit 21. November 2010 für nationale Ritte in Deutschland. Ansonsten ist die Ausrüstung des Reiters nach deutschem Reglement freigestellt. Erlaubt sind alle Arten von Reitstiefeln, aber auch Wander- oder Laufschuhe. Die Kleidung sollte bequem und der Witterung angepasst sein. Die Jacke sollte wasserdicht, atmungsaktiv, und für den Nichtgebrauch hinter dem Sattel klein zusammenpackbar sein.
Weitere Ausrüstungsgegenstände sind eine Wasserflasche, die am Sattel befestigt werden kann und eine Streckenkarte. Mobiltelefon, GPS, Pulsmesser (fürs Pferd) sind nützliche, aber entbehrliche technische Gegenstände.
Topo-, Reit- und Wanderkarte
Zur Orientierung im Gelände eignen sich die Wanderkarten im Maßstab 1:50.000, wie sie von den staatlichen Landestopografien in Deutschland, Österreich und der Schweiz herausgegeben werden. Von OpenStreetMap gibt es eine spezielle „Reit- und Wanderkarte“ in elektronischer Form zur Benutzung auf einem GPS-Gerät. Sie enthält für den Reiter wichtige Informationen: Pferdetränken, Übernachtungsmöglichkeiten für Pferd und Reiter, Beschaffenheit der Wege, Wanderwegmarkierungen, Reiterhöfe, Hufschmiede, Tierärzte und vieles mehr. Die Geländekontur wird mit Höhenkurven und Schattierungen dargestellt. Die Karte wird von den Reitern selbst erstellt, jeder kann sein Wissen einzeichnen und anderen so zur Verfügung stellen. Die Karte steht unter freier Lizenz und ist kostenlos.

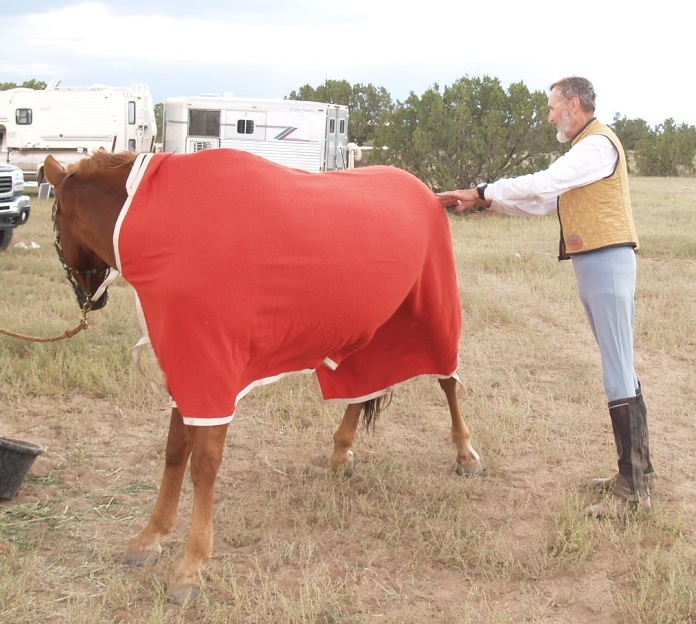
Betreuer bei der Massage

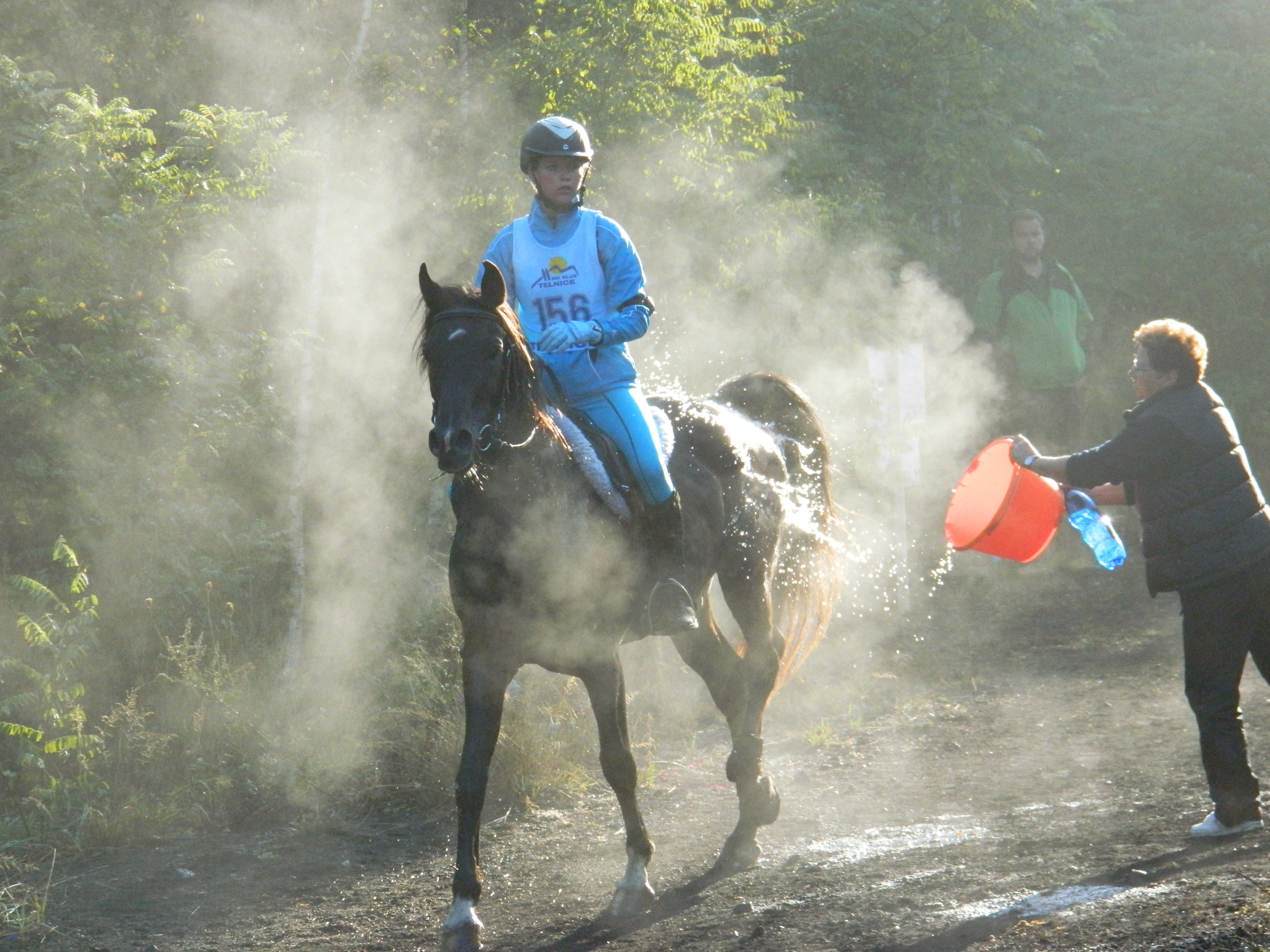
Kühlen während des Ritts

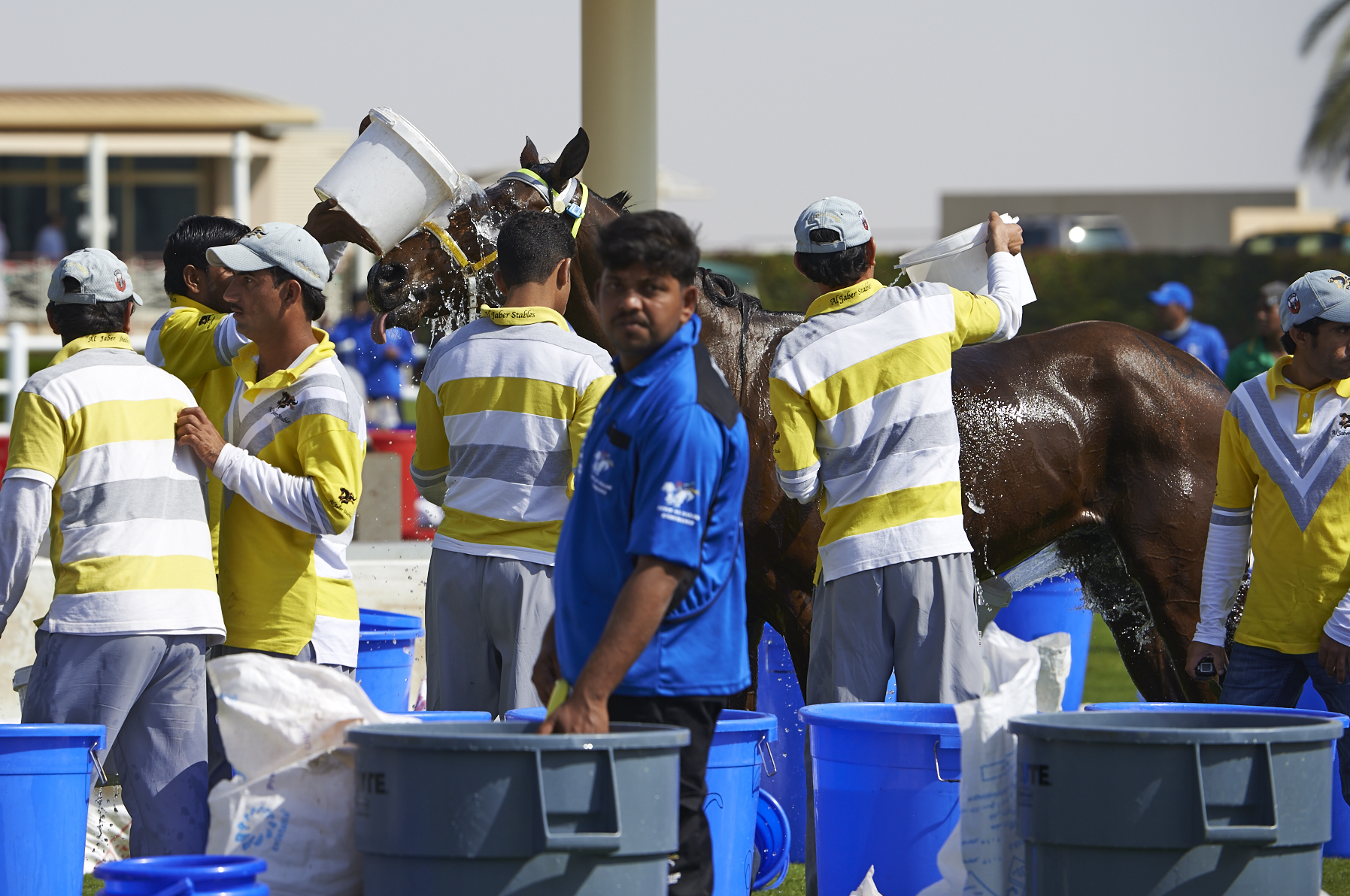
Kühlen während einer Zwangspause eines Distanzritts, VAE 2014

## Betreuer/Tross, Trosser
Einen wichtigen Beitrag zum Erfolg können, insbesondere auf größeren Strecken, Betreuer bzw. auf internationalen Wettkämpfen Betreuer-Mannschaften leisten. Die Betreuer müssen sich um das Pferd und gegebenenfalls auch um den Reiter kümmern. Bei entsprechender Selbstorganisation sind erfolgreiche Starts auch ohne Helfer möglich.
Zu den Aufgaben des Betreuers zählt der Transport der Ausrüstung von Reiter und Pferd und deren Verpflegung, insbesondere mit Trinkwasser. Der Betreuer erwartet Pferd und Reiter an den durch den Veranstalter zugelassenen Trosspunkten und ist während der festgelegten Pausen (bei längeren Distanzen ca. vierzig Minuten) für die Versorgung des Pferdes zuständig, z. B. für Absatteln, Kühlen (z. B. Abschwämmen), Füttern und Tränken. Ist der Puls über 64, kann das Pferd solange mit Wasser gekühlt werden, bis der Grenzwert unterschritten ist.

## Organisation
Als internationaler Dachverband des Distanzreitens fungiert die Internationale Reiterliche Vereinigung (FEI).
In der Schweiz werden Wettbewerbe im Distanzreiten vorwiegend von privaten Veranstaltern sowie den beiden nationalen Vereinen Distanzreitverein Endurance sowie Swiss Endurance organisiert und geleitet. Das Leitungsteam Endurance (LTE) trägt im Auftrag des Schweizerischen Verbandes für Pferdesport (SVPS) die Verantwortung für die Disziplin Endurance. Seine Aufgaben sind im Organisationsreglement des SVPS geregelt. Das LTE ist Bindeglied zwischen dem SVPS und den Sportlern in sportlichen Belangen.
In Deutschland werden Wettbewerbe im Distanzreiten vom Verein Deutscher Distanzreiter und -fahrer (VDD) geregelt, der der Deutschen Reiterlichen Vereinigung (FN) angeschlossen ist und ca. 2000 Mitglieder hat. In Österreich wird die Disziplin durch den Bundesfachverband für Reiten und Fahren in Österreich (FENA) bzw. den Verein Österreichischer Distanzreiter (VÖD) vertreten.

## Wettbewerbe und Meisterschaften
Von der FEI werden Weltmeisterschaften und Europameisterschaften sowie Nationenpreise ausgetragen. 1998 und 2005 waren die Vereinigten Arabischen Emirate Gastgeber der Weltmeisterschaften im Distanzreiten. 2006 fand die Weltmeisterschaft im Rahmen der WEGs in Aachen statt. Bei den Weltreiterspielen 2010 in Kentucky errang das deutsche Team die Bronzemedaille. Bei den Weltreiterspielen 2014 in der Normandie gewann das spanische Team die Goldmedaille. Der Distanzwettbewerb der Weltreiterspielen 2018 in Tyron endete in einem Fiasko. Der Ritt musste aufgrund eines Fehlstarts und schlechter Bedingungen abgebrochen werden. Die Reiter zeigten so wenig Verantwortungsbewusstsein, dass 53 der 95 Pferde nach dem Ritt veterinärmedizinisch behandelt werden mussten und ein Pferd starb.
Die Vorkommnisse des Distanzrittes in Tryon standen in einer Reihe negativer Vorkommnisse im Distanzreitsport, die unter anderem zum zeitweiligen Ausschluss des Verbandes der Vereinigten Emirate im Jahr 2015 geführt hatten. Daraufhin wurden Stimmen laut, die einen Ausscheiden des Distanzreiters aus den Weltreiterspielen oder gar einen kompletten Ausschluss des Distanzreitens aus der FEI forderten.
Seit Jahren gibt es Bestrebungen, das Distanzreiten zu einer olympischen Disziplin zu machen. Es gilt aber als wenig wahrscheinlich, dass das IOC diese Reitsportdisziplin aufnehmen wird.
Die Weltmeisterschaften sollten im Oktober 2022 in Verona in Italien  stattfinden, wurden jedoch kurzfristig verschoben und im Februar 2023 in Butheeb in den Vereinigten Arabischen Emiraten ausgetragen. Beste deutsche Teilnehmerin war Ursula Klingbeil mit Aid du Florival auf Rang 22. Die Schweizerin Nina Lissarague erreichte mit Koweit Mouthes Rang 16.

## Distanzreiten in der arabischen Welt
Die Vereinigten Arabischen Emirate sind die größten Geldgeber im internationalen Distanzsport. Sie sind international sehr erfolgreich und gewannen bei den Weltreiterspielen 2010 in Lexington (USA) Gold mit der Mannschaft. Hamdan bin Muhammad Al Maktum gewann für die Emirate Gold bei den Weltreiterspielen 2014 in Caen (Frankreich).
In den Emiraten, Bahrain und Katar wird der Distanzsport jedoch auf andere Weise betrieben als im Rest der Welt, wie der ehemalige belgische Distanzreiter Pierre Arnould 2013 publik machte. So gibt es dort eine umstrittene „high speed“-Variante. Es sind zahlreiche Fälle von Ermüdungsbrüchen, die auf Überlastung der Pferde zurückzuführen sind, bekannt geworden. Zwischen 2011 und 2013 starben im Mittleren Osten mehrere Pferde nach der Teilnahme an Distanzritten. Außerdem gab es Betrugsfälle, bei denen der Reitsportverband der Emirate Ergebnisse von Qualifikationsprüfungen an die FEI gemeldet hat, die gar nicht stattgefunden haben, wie die britische Journalistin Pippa Cuckson herausfand. Der Distanzreitsport hat auch unter den zahlreichen Dopingfällen in der arabischen Welt zu leiden. Zwischen 2005 und 2013 gab es bei der FEI 33 Dopingverfahren zu arabischen Distanzpferden.
Die FEI bemühte sich, die Zustände im arabischen Distanzsport zu verbessern, hatte aber während der Amtszeit Haya bint al-Husseins keinen Erfolg. Als Konsequenz daraus wurde, nun unter der Präsidentschaft von Ingmar De Vos, der Reitsportverband der Vereinigten Arabischen Emirate von März 2015 bis Juli 2015 aus der FEI ausgeschlossen und nach der Unterzeichnung eines rechtlich bindenden Abkommens zur Einhaltung der FEI-Regeln auch bei nationalen Wettbewerben wieder aufgenommen. Die Weltmeisterschaft im Distanzreiten 2016 wurde im Dezember 2014 an die Emirate vergeben, aber Anfang 2016 wieder entzogen. Grund dafür waren zehn „catastrophic injuries“ in der Saison 2015/2016 bei Distanzritten in den Vereinigten Arabischen Emiraten. Sieben Todesfälle bei Pferden wurden bestätigt. Die FEI World Endurance Championships 2016 fanden stattdessen in der Slowakei in Šamorín, knapp 30 km östlich von der Hauptstadt Bratislava, statt.
Wie schon 2017 beschloss das Deutschen Olympiade-Komitee für Reiterei (DOKR) 2019 erneut aufgrund unschöner Vorfälle in der letzten Wintersaison, dass deutsche Distanz-Paare nicht an Prüfungen in den Vereinigten Arabischen Emiraten (UAE) teilnehmen dürfen und fordert deutsche Veranstalter auf, keine Teilnehmer aus den Emiraten einzuladen.
Für die Weltmeisterschaft 2023 Butheeb in den Vereinigten Arabischen Emiraten erließ das DOKR eine Ausnahmeregelung und erlaubte deutschen Teilnehmern den Start.